# سیزیوو
سیزیوو (به لاتین: Czyżew) یک منطقهٔ مسکونی در لهستان است که در گمینا چژو واقع شده‌است. سیزیوو ۲٬۶۷۰ نفر جمعیت دارد.